# Norman Lykes House
Pour les articles homonymes, voir Norman et House.
Norman Lykes House ou Circular Sun House est une villa organique de style « paquebot », conçue en 1959 par l'architecte américain Frank Lloyd Wright, à Phoenix en Arizona aux États-Unis, ultime œuvre de sa vie,,. 

## Histoire
Cette villa de 290 m² sur deux étages est conçue en 1959 par Frank Lloyd Wright (l'année de sa mort) pour ses clients Norman et Aimee Lykes : le créateur l'appelle sur plan Circular Sun House. Elle est achevée en 1967 par l'architecte John Rattenbury (élève de Wright), sur un terrain de 5 200 m² à flanc de montagne désertique, situé à Phoenix,. La maison est voisine de la David and Gladys Wright House (Spiral House) de 1952, située à 30 km au sud-ouest du cabinet d'architecte d'hiver de Frank Lloyd Wright, Taliesin West, dans la banlieue de Phoenix.

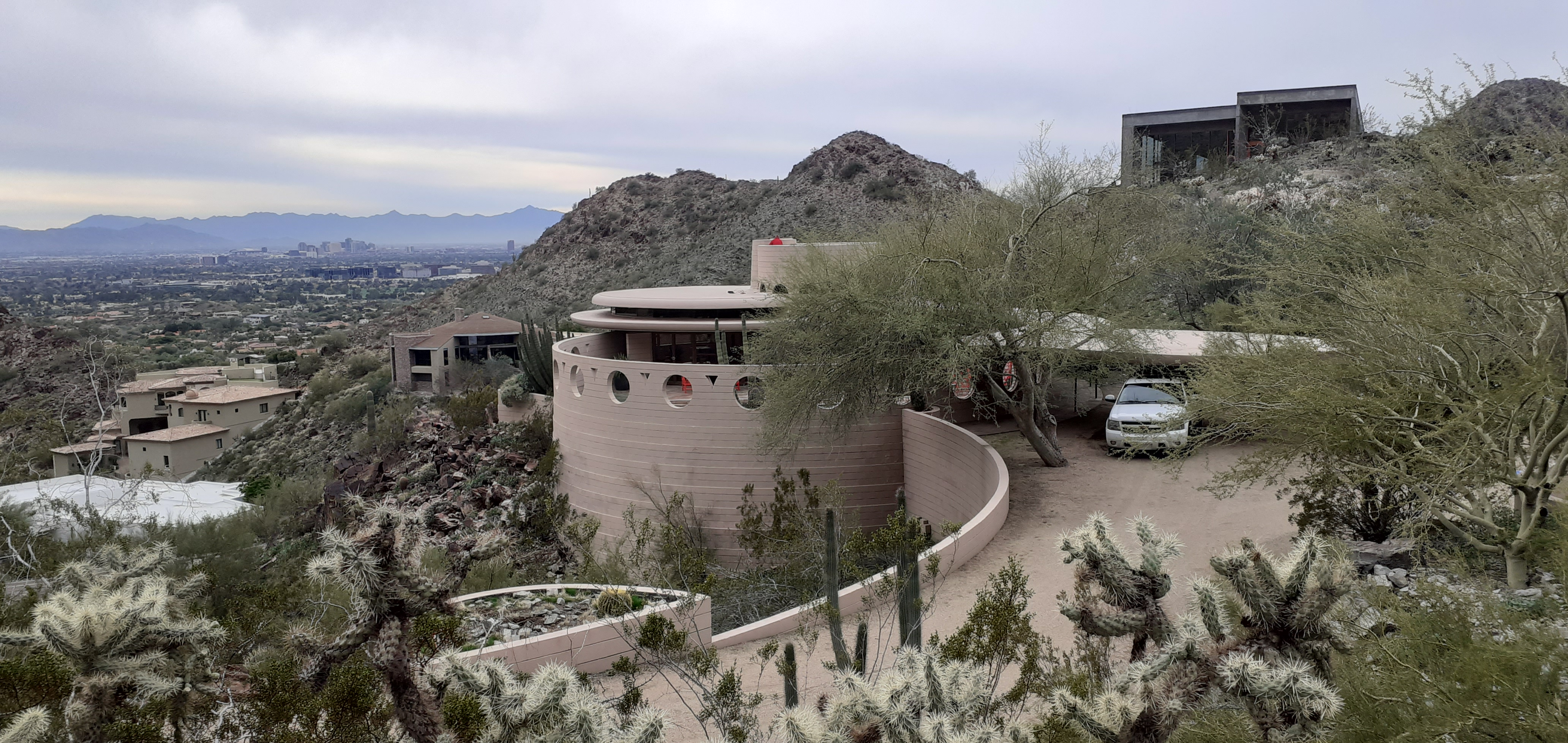
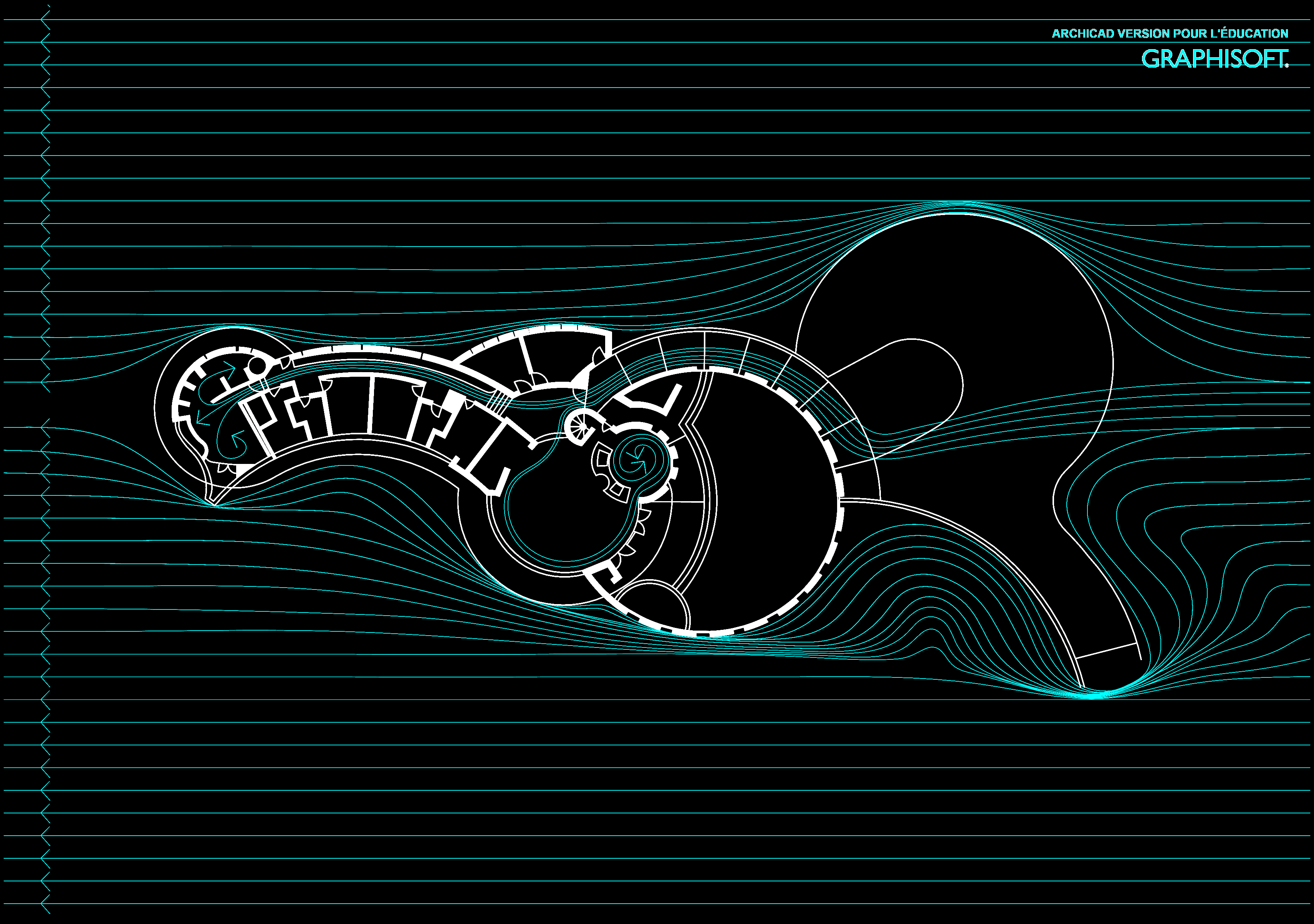

Cette oasis du désert est entièrement conçue avec des interactions de cercles géométriques concentriques superposés, inspiré entre autres des styles « paquebot » Art déco et de l'architecture californienne moderne , ainsi que des villas Maison sur la cascade (1939), Seacliff House (1945), Sol Friedman House (1948), David and Gladys Wright House (1952), Arthur Miller and Marilyn Monroe House (1957), ou le musée Solomon-R.-Guggenheim à Manhattan (1959)...
Elle est construite avec des murs de style rempart en béton de couleur « rose du désert » des rochers environnants, sols en ardoise, vastes baies vitrées avec vue panoramique sur Phoenix et sur le massif montagneux pic Piestewa, cinq chambres, trois salles de bain, terrasse, toit-terrasse, patio, piscine en forme de croissant, jardins paysagés de style jardin botanique du désert voisin, et de nombreux meubles intégrés en bois d'acajou,.
L'architecte John Rattenbury de la Fondation Frank Lloyd Wright de Taliesin West est à nouveau sollicité en 1994, pour réaménager et moderniser entièrement l'intérieur tout en conservant le style d'origine, en modifiant entre autres les cinq chambres d'origine en trois chambres plus spacieuses... La maison est vendue aux enchères pour 1,7 million de dollars en 2019, et louée depuis au tourisme,,.